# Mandos
Mandos, també anomenat Námo, és un personatge de ficció creat per J. R. R. Tolkien a la seva obra ambientada a la Terra Mitjana.
Mandos el Jutge és el Vala responsable dels Palaus de Mandos on reposen els esperits dels elfs assassinats (atès que en altres circumstàncies són immortals). És el marit de Vairë i el germà de Lórien i Nienna.

És sever i desapassionat, i mai oblida res. És el Vala que maleí els Noldor quan marxaren d'Aman, i aconsellà que no els fos permès de tornar (gairebé fins al punt de venjança). Però a diferència de Morgoth, les seves malediccions no són cruels o venjatives per desig propi. No són més que la voluntat d'Eru i no les pronunciarà mai si no és sota les ordres de Manwë.
Tan sols en una ocasió actuà per pietat, quan Lúthien cantà les penes que sofrí amb Beren, a Beleriand. En aquesta ocasió, i amb el consentiment de Manwë, els deixà anar.
Dues foren les profecies de Mandos: La Profecia del Nord o La Fatalitat dels Noldor, vaticinant totes les dificultats i penes que perseguirien els Noldor des d'aleshores; i la Segona Profecia de Mandos, anunciant la fi del món a la Dagor Dagorath, la Batalla de les batalles.